# Une histoire de vent
Pour plus de détails, voir Fiche technique et Distribution.
Une histoire de vent  est un documentaire réalisé par Joris Ivens et Marceline Loridan-Ivens, sorti en 1989.

## Synopsis
En Hollande, un enfant assis dans un modèle réduit d'avion s'imagine qu'il part en Chine. Lorsqu'il tourne Une histoire de vent, Joris Ivens a 90 ans, il a tourné aux quatre coins du monde et repart en Chine pour réaliser son dernier documentaire. Le vieux cinéaste se met en scène alors qu'il cherche à filmer le vent au milieu du désert. Joris Ivens, asthmatique, s'interroge sur le souffle qui lui manque, il croise un professeur d'arts martiaux, un médecin, une vieille femme.
Assis sur la Grande Muraille, il recueille plusieurs confessions: «Je suis le Föhn, le diable de l’Europe gothique. Je brûle les pommes de l’arbre de vie. Les Tunisiens m’appellent Chili… Je suis la tornade du Nebraska… Je suis l’odieux Simoun, un jour je franchirai le mur du son. L’enfant fantasque et cruel d’Argentine… (…)».
Lorsque la tempête se lève et soulève le sable des dunes, le vieil homme s'éloigne et part dans le désert balayé par le vent.

## Fiche technique
- Titre : Une histoire de vent
- Réalisation : Joris Ivens et Marceline Loridan-Ivens
- Scénario : Joris Ivens, Marceline Loridan-Ivens, Elisabeth Inandiak
- Image : Thierry Arbogast, Jacques Loiseleux
- Son : Jean Umansky
- Musique : Michel Portal
- Société(s) de production : Capi Films, Channel Four Films
- Genre : documentaire
- Durée : 80 minutes
- Date de sortie : 
  - France : 19 mars 1989